# Борнеоский калот

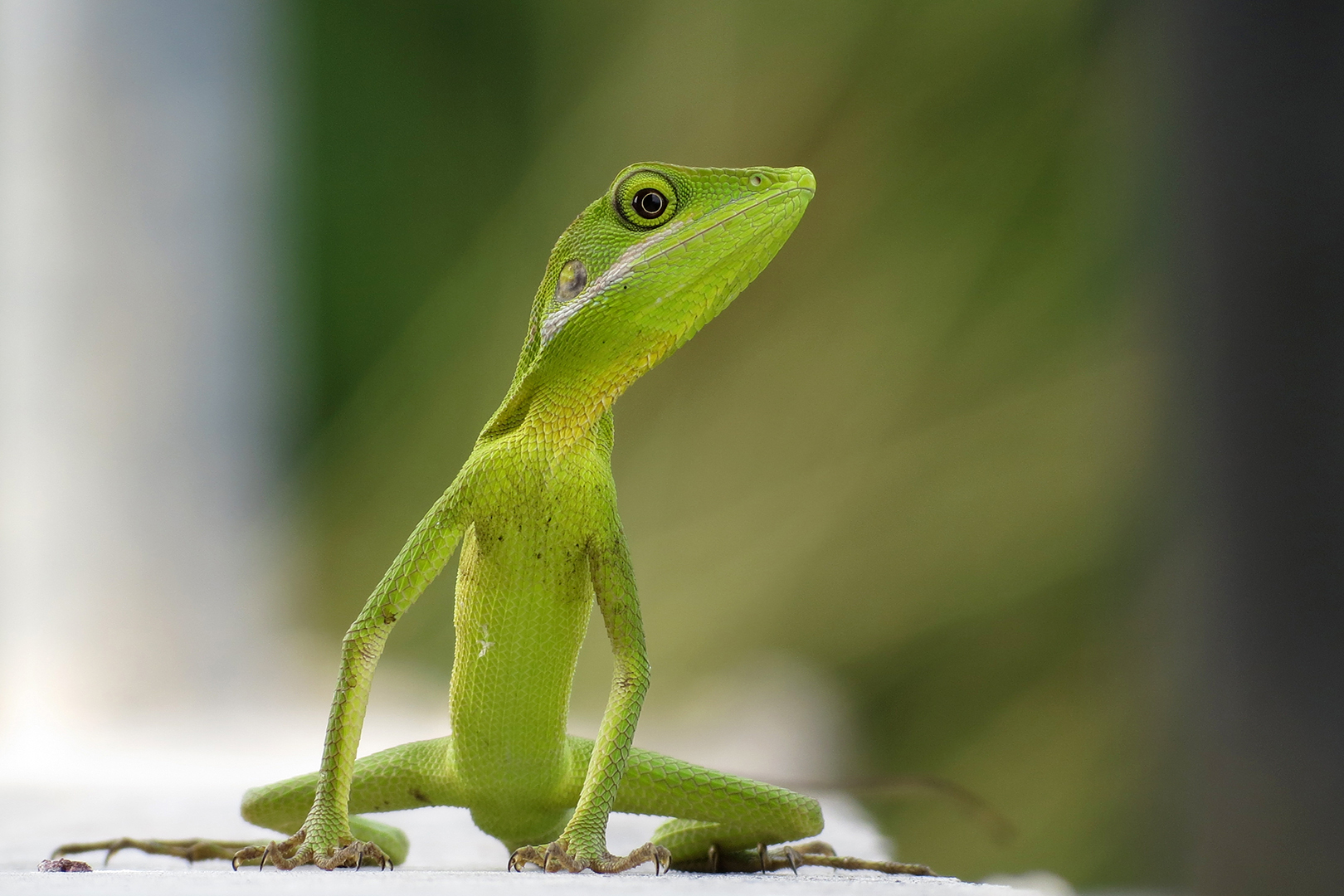

Борнеоский калот (лат. Bronchocela cristatella) — вид ящериц из семейства агамовых.

## Описание
Общий размер достигает 50—57 см, длина тела 13 см. Морда вытянута, по бокам головы хорошо заметны тёмные барабанные перепонки. На затылке располагается гребень из нескольких штук шиповидной чешуи, более развитый у самцов. Конечности тонкие, на задних лапах 3, на передних 5 удлинённых пальцев.
Окраска яркая травянисто-зелёная. Брюхо немного светлее спины, беловатое. На морде голубая «маска», голубые пятнышки могут также встречаться по всему телу. Однако в состоянии стресса ярко-зелёная окраска сменяется грязно-бурой, коричневатой, чёрной или серой. На спине, голове и вокруг барабанной перепонки появляются чёрные пятна.

## Образ жизни
Любит тропические леса, часто живёт в садах, парках, зарослях по берегам водоёмов. Встречается на разной растительности, как высоко в кронах деревьев, так и на небольших кустах и высокой траве. Активен днём. Питается мелкими беспозвоночными, преимущественно насекомыми.

## Размножение
Яйцекладущая ящерица. Самка откладывает до 5 яиц.

## Распространение
Вид распространён в Таиланде, Малайзии, Сингапуре и Индонезии.